# 三元里

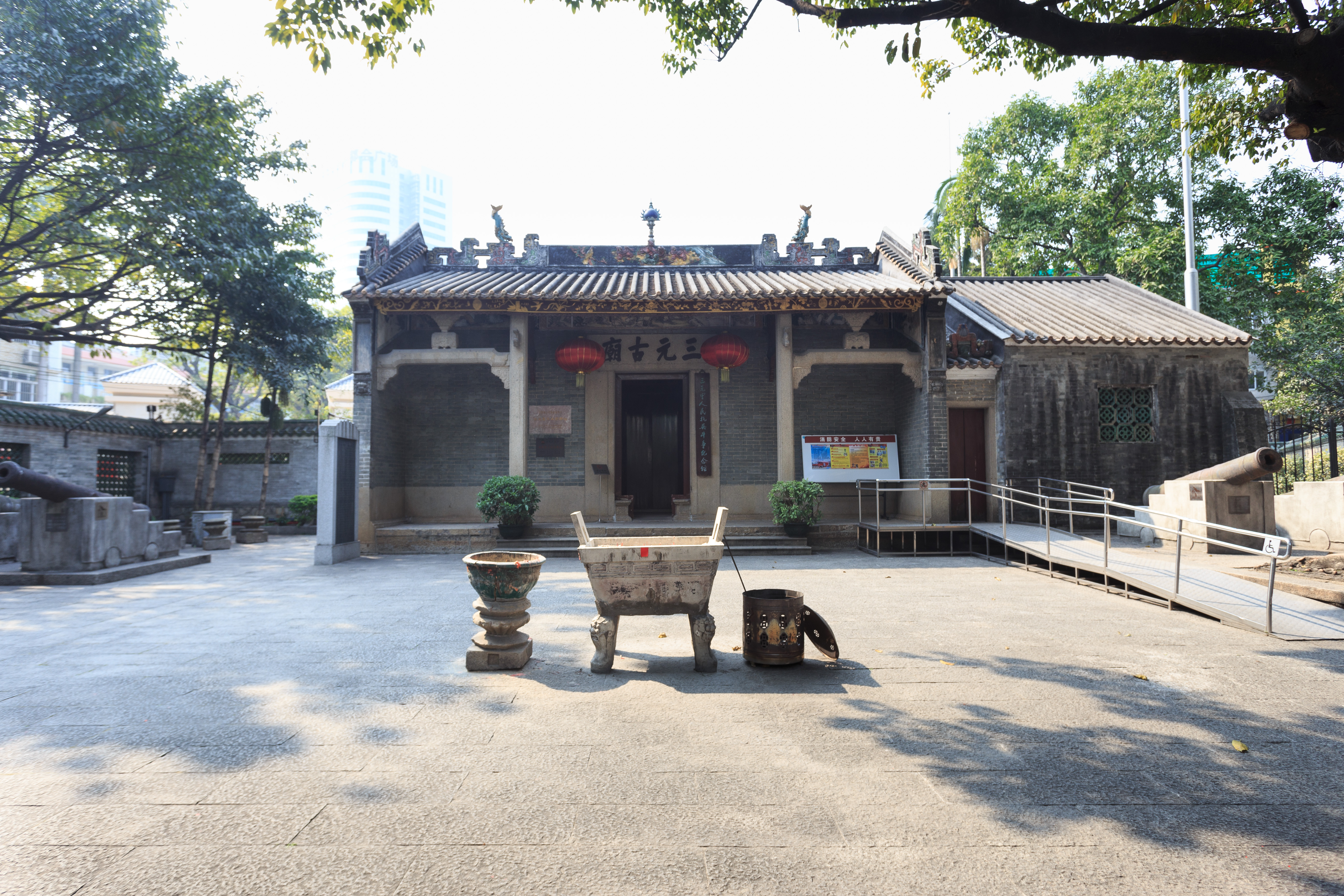
三元古廟

三元里（さんげんり）とは中国広東省広州市の地名で広州市白雲区の西南に位置する。広州地下鉄2号線の三元里駅がある。

## 概要
アヘン戦争中の1841年5月に、上陸したイギリス軍が略奪や暴行事件を起こし、これに対し当時の三元里の住民が武装して抵抗した（三元里事件）。
元々は耕地が広がるのどかな農村だったが、香港や深圳に近いことから宅地化が進み後に過密化した。
1993年に九龍城砦が取り壊されたのを機に趣が似ているところから当時を偲んで探索する人がしばしばある。

## 公共交通
- 地下鉄2号線：三元里駅
- トローリーバス：機場路停留所
- バス：三元里古廟停留所